# Beauté volée
Pour plus de détails, voir Fiche technique et Distribution.
Beauté volée (Io ballo da sola) est un film italo-franco-britannique de Bernardo Bertolucci, sorti en 1996, mettant en scène l'actrice Liv Tyler.
Il s’agit du dernier film dans lequel apparaît Jean Marais.

## Synopsis
En Toscane, dans une propriété aux environs de Sienne. La jeune Américaine Lucy Hamon (Liv Tyler) y était déjà allée une fois il y a quelques années et maintenant elle y retourne après le décès de sa mère, qui était l'amie de Ian (Donal McCann) et de Diana (Sinéad Cusack), qui vivent là depuis plusieurs décennies. Ian est sculpteur et Lucy doit poser pour lui. Lors de son premier séjour, Lucy était tombée amoureuse du jeune Niccolò (Roberto Zibetti), qu'elle souhaite maintenant revoir. Lucy réside dans un bâtiment annexe et sa chambre est voisine de celle d'Alex (Jeremy Irons), un écrivain gravement malade. Ce sont pour lui les derniers jours de vie et il est heureux de la présence de cette jolie jeune femme. La famille de Diana et de Ian se réunit chaque année pour l'anniversaire de Diana. C'est pourquoi leur fille Miranda (Rachel Weisz) est là également. Leur fils Christopher (Joseph Fiennes) arrive plus tard d'un voyage en compagnie de Niccolò.
En lisant les journaux intimes de sa mère décédée, Lucy apprend que son père américain n'est pas son véritable père. C'est là, en Toscane, par une nuit d'été en 1975 qu'elle a été conçue, mais elle ne sait pas qui est son père. Sur le domaine, elle tente de percer ce secret. Le candidat le plus vraisemblable est le correspondant de guerre Carlo Lisca (Carlo Cecchi), avec lequel sa mère a correspondu plusieurs années. De même, on pourrait penser à l'écrivain Alex. Mais tous les deux récusent cette possibilité. Il s'avèrera en définitive que son père est Ian. Il n'a été infidèle à sa femme Diana qu'une seule nuit en 1975 et Lucy est le fruit de cette infidélité. Ils décident de garder le secret.
Sur un plan sentimental, Lucy se rend compte que Niccolò n'est qu'un vulgaire coureur de jupons. Tout d'abord, Lucy est jalouse mais la jeune fille, rompant avec ses rêveries romantiques, tombe amoureuse d'Osvaldo (Ignazio Oliva), le frère de Niccolò. C'est avec lui qu'elle passe sa première nuit d'amour et elle apprend que ce n'est pas Niccolò qui lui a écrit des lettres pendant ces années mais Osvaldo, sans se faire connaître. Il lui avoue que c'est également pour lui la première nuit d'amour de sa vie.

## Fiche technique
Sauf indication contraire, les informations mentionnées dans cette section peuvent être confirmées par la base de données cinématographiques Unifrance,  présente dans la section « Liens externes ».
- Titre original italien : Io ballo da sola (litt. « Je danse seule »)
- Titre original anglais : Stealing Beauty
- Titre français : Beauté volée
- Réalisation : Bernardo Bertolucci
- Scénario : Susan Minot
- Montage : Pietro Scalia
- Directeur de la photographie : Darius Khondji
- Photographie 2e équipe & steadicam : Marc Koninckx
- Musique : Richard Hartley
- Pays de production :  Italie,  Royaume-Uni,  France
- Langues de tournage : anglais, français, espagnol, italien, allemand
- Format : couleur - Dolby Digital
- Genre : comédie romantique
- Durée :  108 minutes
- Sortie(s) :  16 mai 1996

## Distribution
- Liv Tyler (VF : Jackie Berger) : Lucy Harmon
- Jeremy Irons (VF : André Dussollier) : Alex Parrish
- Carlo Cecchi : Carlo Lisca
- Sinéad Cusack : Diana Grayson
- Donal McCann : Ian Grayson
- Jean Marais : M. Guillaume
- Rachel Weisz (VF : Catherine Le Hénan) : Miranda Fox
- Joseph Fiennes (VF : Emmanuel Karsen) : Christopher Fox
- Jason Flemyng : Gregory
- Anna Maria Gherardi : Chiarella Donati
- D.W. Moffett (VF : Éric Herson-Macarel) : Richard
- Ignazio Oliva : Osvaldo Donati
- Stefania Sandrelli : Noemi
- Roberto Zibetti : Niccolò Donati
- Francesco Siciliano : Michele Lisca
- Mary Jo Sorgani :  Maria
- Leonardo Treviglio : le Lieutenant

## Autour du film
- Positif : « Pour une part, le charme du film vient de sa modestie et de l'ironie qui s'y attache ». Le film est « un exercice soft (…) où toute la lumière porte sur le visage incroyablement expressif, et à ce moment touchant, de Liv Tyler. »[1]
- Le film fut tourné, durant l'été 1995,  en Toscane, dans une propriété aux environs de Sienne dans le val d'Orcia.
- Quand Bertolucci fait appel à lui, Marais se dit surpris qu'un metteur en scène international tel que lui connaisse même son nom.  Ce sera le dernier film auquel l’acteur participe, en 1995. Marais interprète le rôle de Monsieur Guillaume, un vieux critique d'art excentrique qui dit son fait à la compagnie des humains[2]. On voit sa silhouette avancer péniblement en arrière-plan tandis qu’il lance, comme un souvenir nostalgique, cet aphorisme mille fois ressassé « Il n’y a pas d’amour, il n’y a que des preuves d’amour »[3].
- Durant le tournage, Marais souffrait d'une hernie discale et d'une sciatique : « Bertolucci est merveilleux et se préoccupe de ma santé. On pourrait enlever mon rôle, cela ne changerait rien à l'histoire... Je ne suis qu'une présence un peu étrange... Hier, j'ai fait une cascade sans le vouloir. Je devais m'asseoir sur une statue couchée dans l'herbe et je suis tombé à la renverse. Le metteur en scène m'a demandé si je pouvais le refaire et je l'ai refait trois fois ! »[4]

### Distinctions
- Film en compétition au Festival de Cannes 1996.
- Jeremy Irons a été sélectionné aux Golden Satellite Awards en 1997.
- Liv Tyler a été sélectionnée aux YoungStar Awards en 1997.